# Seznam politických stran ve Spojených státech amerických
Článek Seznam politických stran v USA je přehledem současných a bývalých politických stran ve Spojených státech amerických.

## Levice a pravice v americkém slova smyslu
V článku je použito řazení politických stran na levicové a pravicové. V USA mají ale tato označení jiný význam než v Evropě. Za levicové strany se považují jak strany socialistické či komunistické, tak i strany liberální. Za pravicové jsou považovány strany hlásící se ke konzervatismu, extrémnímu nacionalismu a dále strany fašistické, populistické a nacistické. Vedle toho ale existuje spousta místních stran a hnutí, které jsou těžce identifikovatelné. Celkově je však těžiště americké politiky spíše pravostředové.

## Největší strany
- Republikánská strana – středopravicová až pravicová, konzervativní
- Demokratická strana – středová až středolevicová, sociálně liberální (levicově liberální) a progresivní
- Libertariánská strana – pravicová, libertariánská (pravicově liberální)
- Strana zelených – středolevicová až levicová, ekosocialistická
- Státoprávní strana – pravicová až krajně pravicová, paleokonzervativní a pravicově křesťanská

## Středolevicové a levicové strany
- Demokratická strana
- Socialistická strana USA
- Strana míru a svobody
- Komunistická strana USA
- Komunistická liga
- Minnesotská demokratická farmářská strana práce
- Strana práce
- Minnesotská liberální strana
- Americká strana marihuany
- Nová strana
- Nová odborová strana
- Puerto Rican Independence Party (PIP)
- Socialistická alternativa
- Socialistická strana rovnosti
- Socialistická strana práce
- Socialistická strana pracujících
- Vermontská progresivní strana
- Světová strana pracujících
- Strana pracujících
- Strana pracujících rodin
- Světová socialistická strana Spojených států

## Zaniklé politické strany
- Strana federalistů (1789–1820)
- Demokratičtí republikáni (1792–1824)
- Protizednářská strana (1826–1838)
- Federální republikánská strana (1829–1833)
- Nullifier Party (Strana za zrušení funkcí) (1830–1839)
- Whigové (1833–1856)
- Strana svobody (1840–1848)
- Strana zákona a pořádku na Rhode Islandu (40. léta 19. stol.)
- Strana svobodné půdy (1848–1855)
- Strana proti Nebrasce (1854)
- Americká republikánská strana (1843–1854)
- Ignorantská strana („Know-Nothings“) (1854–1858)
- Opoziční strana (1854–1858)
- Konstitucionální unionistická strana (1860)
- Strana národní unie (1864–1868)
- Přizpůsobivá strana (1870–1885)
- Liberální republikánská strana (1872)
- Bankovní strana (1874–1884)
- Antimonopolní strana (1884)
- Populistická strana (1892–1908)
- Strana stříbra (1892–1902)
- Federálně demokratická strana („zlatá strana“) (1896–1900)
- Silver Republican Party (1896–1900)
- Sociálně demokratická strana (1898–1901)
- Autonomní strana Hawaie (1900–1912)
- Socialistická strana USA (1901–1973)
- Strana nezávislosti (též „Independence League“) (1906–1914)
- Pokroková strana (1912) („Bull Moose Party“) (1912–1914)
- Federální strana žen (1913–1930)
- Liga proti nadstranictví (nejednalo se formálně o stranu) (1915–1956)
- Strana farmářů a zemědělců (1918–1944)
- Pokroková strana (1924) (1924)
- Komunistická liga USA (1928–1934)
- Strana amerických pracujících (1933–1934)
- Strana amerických pracujících (1934–1938)
- Unionistická strana (1936)
- Americká strana práce (1936–1956)
- První americká strana (1944) (1944–1996)
- Pravicová demokratická strana („Dixiecrats“) (1948)
- Pokroková strana (1948) (1948–1955)
- Strana vegetariánů (1948–1964)
- Ústavní strana (1952–1968?)
- Nacistická strana USA (1959–1967)
- Portorická socialistická strana (1959–1993)
- Demokratická strana svobodné Mississippi (1964)
- Strana černých panterů (1966 – 70. léta 20. stol.)
- Komunistická strana pracujících (1969–1985)
- Lidová strana (1971–1976)
- Americká strana práce (1975–1979)
- Strana týkající se občanů (1975–1992) (později známá jako Strana daňových poplatníků Taxpayers Party)
- Občanská strana USA (1979–1984)
- Strana nového spojenectví (1979–1992)
- Populistická strana (1984–1994)
- Strana ohlédnutí (1984–1996)
- Strana venkova (1986–2004)
- Strana za nezávislost Utahu (1988–1996)
- Greens/Green Party (ukončila činnost jako strana v roce 2005, dnes existuje jako politická organizace) (1991–2005)
- Nová strana USA (1992 – 1998)
- Strana přirozeného práva (1992–2004)
- Strana hor (2000–2007)
- Křesťanská svobodná strana (2004)